# 감지은니 범망경보살계품
감지은니 범망경보살계품(紺紙銀泥 梵網經菩薩戒品, 영어: Chapter on the Bodhisattva Precepts in the Brahma Net Sutra in Silver on Indigo Paper)은 서울특별시 용산구 용산동6가, 국립중앙박물관에 있는, 조선시대의 필사본 불경이다. 2018년 6월 27일 대한민국의 보물 제1988호로 지정되었다.

## 현지 안내문
'감지은니범망경보살계품'은 불교 계율의 기초를 이룬 경전으로서, 이를 근거로 '보살계도량(菩薩戒道場)'과 '수계법회(受戒法會)'가 많이 개설되었던 중요한 자료이다. 사성(寫成) 기록은 없으나, 양면 전체에 필사하였고, 첩의 말미에 이 경을 만드는 데 주체적인 역할을 한 승려 대연(大然)의 글이 남아 있어 작성 시기를 추정할 수 있게 해준다.
앞부분에 수록된 변상도는 작은 크기이지만 계율을 설법하는 부처와 화불(化佛) 등을 금니로 섬세하게 표현하였고, 금니의 발색도 양호한 상태이다. 변상도를 갖춘 고려시대의 사경은 많지 않으며, 특히 변상도를 갖춘 범망경 사경은 ‘백지금니범망보살계경’(1364년, 보물 제1714호) 등이 드물게 전하여 희소한 가치를 지닌다.

## 참고 자료
- 감지은니 범망경보살계품 - 국가유산청 국가유산포털
- 이 문서에는 문화재청에서 공공누리 제1유형으로 배포된 자료를 바탕으로 한 내용이 포함되어 있습니다.